# Johannes Kepler
|  | «Kepler» redirigeix aquí. Vegeu-ne altres significats a «Kepler (desambiguació)». |

Johannes Kepler (Weil der Stadt, Sacre Imperi, 27 de desembre de 1571-Ratisbona, 15 de novembre de 1630), va ser astrònom i matemàtic alemany figura clau de la revolució científica. És conegut, fonamentalment, pel descobriment de les lleis sobre el moviment dels planetes que va plasmar en les seves obres Astronomia nova i Harmonices mundi. Va ser ajudant del també astrònom Tycho Brahe i matemàtic de la cort de l'emperador Rodolf II. També va proporcionar una de les bases per a la teoria de la gravitació universal elaborada per Isaac Newton.
Durant la seva carrera, Kepler va ser professor de matemàtiques en una escola seminarista a Graz, Àustria, com a assistent de l'astrònom Tycho Brahe, matemàtic de la cort de l'emperador Rodolf II, professor de matemàtiques a Linz (Àustria), i un assessor del general Albrecht von Wallenstein. També va realitzar un treball fonamental en el camp de l'òptica, camp en què destacà per haver inventat una versió millorada del telescopi refractor, el telescopi de Kepler, i va ajudar a legitimar els descobriments telescòpics del seu contemporani Galileo Galilei.
Kepler va viure en una època en què no hi havia una distinció clara entre l'astronomia i l'astrologia, però tampoc no hi havia una gran divisió entre l'astronomia (una branca de les matemàtiques) i la física (una branca de la filosofia natural). Kepler incorporà arguments religiosos i raonaments en els seus treballs, motivats per la convicció que Déu havia creat el món d'acord amb un pla comprensible que era accessible per la llum natural de la raó. Kepler descrigué la seva nova astronomia com "física celeste", com "una excursió a la Metafísica d'Aristòtil", i com "un suplement d'una altra obra d'Aristòtil, Sobre els cels, la transformació de l'antiga tradició de la cosmologia física mitjançant el tractament de l'astronomia com una part d'una física matemàtica universal. Gràcies a la seva obra Somnium, se'l considera un precursor del gènere de la ciència-ficció.
El 1627 va publicar les Tabulae Rudolphine, a les quals va dedicar un enorme esforç, i que durant més d'un segle es van usar en tot el món per a calcular les posicions dels planetes i les estrelles. Utilitzant les lleis del moviment planetari va ser capaç de predir satisfactòriament el trànsit de Venus de l'any 1631 amb què la seva teoria va quedar confirmada.

## Joventut

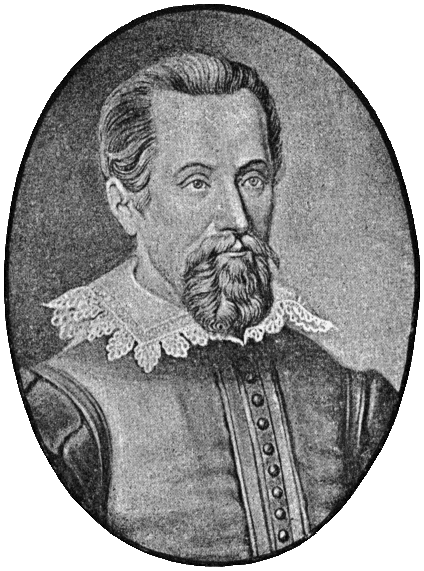
Retrat de Johannes Kepler

Kepler va néixer el 27 de desembre de 1571, a la ciutat imperial lliure de Weil der Stadt, que en l'actualitat forma part de la regió metropolitana de Stuttgart, a l'estat alemany de Baden-Württemberg, a 30 quilòmetres a l'oest del centre de Stuttgart. El seu avi, Sebald Kepler, havia estat alcalde d'aquesta ciutat, però en l'època en què nasqué Johannes, la fortuna de la família Kepler estava en decadència. El seu pare, Heinrich Kepler, es guanyava la vida de manera precària com a mercenari, i va abandonar la família quan Johannes tenia cinc anys. Es creu que va morir a la Guerra dels Vuitanta Anys, als Països Baixos. Sa mare, Katharina Guldenmann, filla d'un hostaler, era curandera i herbolària i més tard va ser jutjada per bruixeria. Nascut prematurament, Johannes va afirmar que havia estat un nen feble i malaltís. Era un nen brillant i com a detall de les seves capacitats intel·lectuals, sembla que impressionava els viatgers que sovint passaven per l'hotel del seu avi, mostrant unes facultats matemàtiques excepcionals.

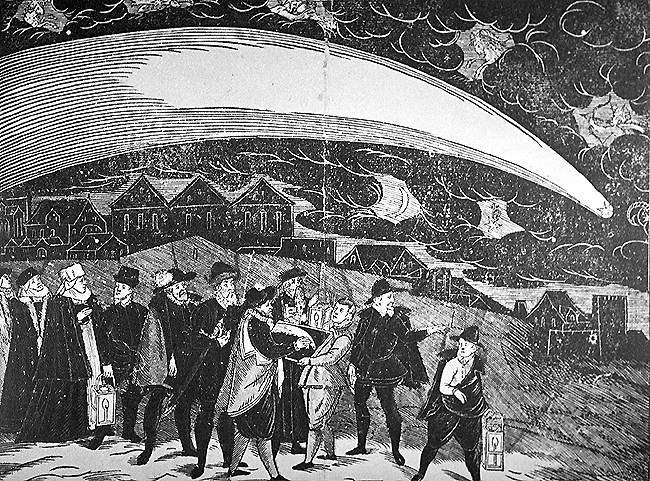
El Gran Cometa de 1577, que Kepler observà de nen i que va ser el centre d'atenció d'astrònoms de tot Europa

Va estudiar astronomia a edat primerenca, i va desenvolupar un amor per aquesta disciplina que mantindria tota la vida. Als sis anys, va poder observar el gran cometa de 1577, i va deixar escrit que "va ser portat per la [seva] mare a un lloc alt per veure-ho." A l'edat de nou anys, el 1580, va poder observar un altre esdeveniment astronòmic, un eclipsi de lluna, i recordava que va ser "cridat a sortir fora" per veure'l i que la lluna "semblava bastant vermella". Un altre fet rellevant és que la verola que va patir en la infància el va deixar amb la visió deficient i una certa invalidesa en les mans febles, limitant la seva capacitat per desenvolupar determinades activitats d'astronomia observacional.
El 1589, després de passar per l'escola primària, per l'escola de llatí, i la inferior i superior del seminari que hi havia al monestir de Maulbronn, Kepler va començar a assistir a la Universitat de Tübingen, on va estudiar filosofia amb Vitus Müller i teologia amb Jacob Heerbrand, un estudiant de Philipp Melanchthon a Wittenberg. Allà va demostrar ser un matemàtic excel·lent i es va guanyar una reputació com a astròleg hàbil, que feia els horòscops dels altres alumnes. Sota la instrucció de Michael Maestlin, va estudiar tant la teoria geocèntrica del sistema de Ptolemeu com el sistema copernicà del moviment planetari; va decidir aprofundir en la proposta de Copèrnic. En una disputa d'estudiants, va defensar l'heliocentrisme des d'una perspectiva teòrica i teològica, afirmant que el Sol era la principal font de la força motriu de l'Univers. Tot i el seu desig de convertir-se en un ministre de l'Església, a prop del final dels seus estudis, Kepler va ser recomanat per aconseguir una plaça com a professor de matemàtiques i astronomia a l'escola protestant de Graz, a Àustria, que més tard seria la Universitat de Graz. Va acceptar el càrrec l'abril de 1594, a l'edat de 23 anys.

## Mysterium cosmographicum

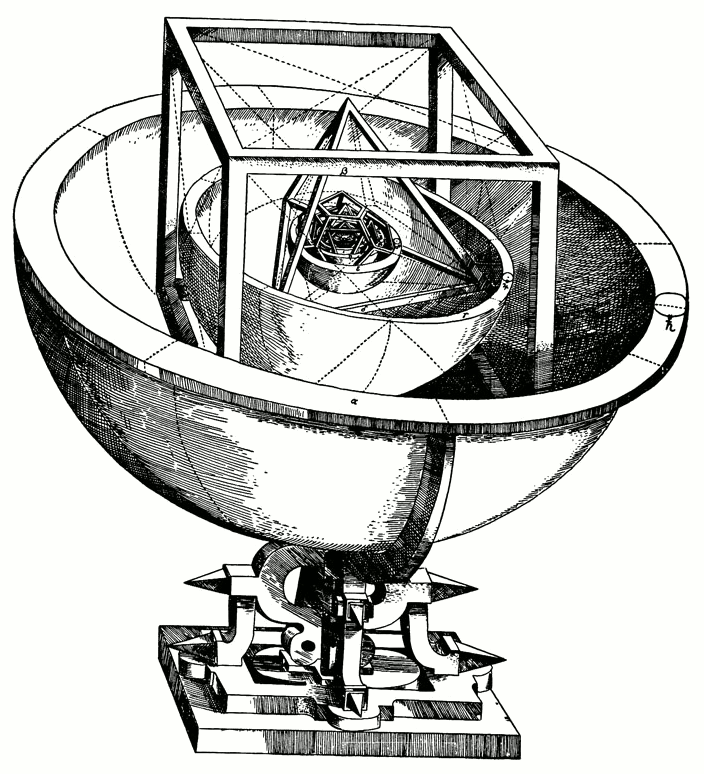
Model platònic del sistema solar presentat per Kepler en la seva obra Cosmographicum Mysterium (1600)

Després d'estudiar teologia a la Universitat de Tübingen, va ensenyar al seminari protestant de Granz. Kepler va intentar comprendre les lleis del moviment planetari durant la major part de la seva vida. En un principi va considerar que el moviment dels planetes havia de complir les lleis pitagòriques de l'harmonia. Aquesta teoria és coneguda com la música o l'harmonia de les esferes celestes. En la seva visió cosmològica no era casualitat que el nombre de planetes coneguts en la seva època fora un més que el nombre de poliedres perfectes. Sent un ferm partidari del model copernicà va intentar demostrar que les distàncies dels planetes al Sol venien donades per esferes a l'interior de poliedres perfectes niuades successivament unes a l'interior d'altres. En l'esfera interior estava Mercuri mentre que els altres cinc planetes Venus, Terra, Mart, Júpiter i Saturn estarien situats a l'interior dels cinc sòlids platònics corresponents també als cinc elements clàssics.
El 1596 Kepler va escriure un llibre en què exposava les seves idees: el Prodromus dissertationum mathematicarum continens mysterium cosmographicum o Misterium cosmographicum (El misteri còsmic). Sent un home de gran vocació religiosa Kepler veia en el seu model cosmològic una prova de l'existència, saviesa i elegància de Déu. Va escriure: «Jo desitjava ser teòleg; però ara m'adono pel meu esforç que Déu pot ser celebrat també per l'astronomia». Va ser la primera obra astronòmica important de Johannes Kepler, i també va ser la primera publicació en què es defensava el sistema copernicà.
Kepler va afirmar haver tingut una epifania el 19 de juliol de 1595, mentre ensenyava a Graz, que demostrava la relació periòdica de Saturn i Júpiter en el zodíac. Va fer observacions en relació amb els polígons regulars i va raonar que podrien ser la base geomètrica de l'Univers. Després de no trobar un arranjament únic dels polígons que s'ajustessin a les observacions astronòmiques, fins i tot amb els planetes extres afegits al sistema, Kepler va començar a experimentar amb tres políedres tridimensionals. Va trobar que cada un dels cinc sòlids platònics podrien restar exclusivament inscrits i circumscrits a òrbites esfèriques; nidificant aquests sòlids, cada un tancat en una esfera un dins de l'altre, produeixen sis nivells que corresponen als sis planetes coneguts: Mercuri, Venus, Terra, Mart, Júpiter i Saturn. En ordenar els sòlids correctament –octaedre, icosaedre, dodecaedre, tetraedre i cub–, Kepler va descobrir que les esferes podrien ser col·locades en els intervals corresponents, dins els límits de l'exactitud de les observacions astronòmiques disponibles, i dins les mides relatives de la trajectòria de cada planeta, tot suposant que els planetes orbitaven en cercle al sol. Kepler també va trobar una fórmula que relacionava la mida de l'òrbita de cada planeta amb la durada del seu període orbital: de l'interior als planetes exteriors, la proporció en què augmentava el període orbital era el doble de la diferència del radi de l'òrbita. Malgrat aquests progressos, més tard el mateix Kepler va rebutjar aquesta fórmula, perquè no era prou precisa.

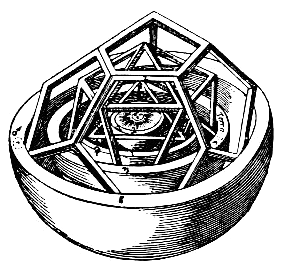
Primer pla de la secció interna del model

Com s'indica en el títol, Kepler va pensar que havia posat de manifest el traçat geomètric que Déu havia establert per a l'univers. Gran part de l'entusiasme de Kepler per al sistema de Copèrnic deriva de la seva convicció teològica sobre la connexió entre el nivell físic i l'espiritual; l'univers en si mateix era una imatge de Déu, amb el Sol que correspon al Pare, l'esfera estel·lar al Fill, i l'espai existent, l'Esperit Sant. El seu primer manuscrit del Mysterium conté un extens capítol que intenta conciliar l'heliocentrisme amb passatges bíblics que semblaven donar suport al geocentrisme.
Amb l'ajuda del seu mentor, Michael Maestlin, Kepler va rebre el permís del rectorat de la Universitat de Tübingen per publicar el seu manuscrit, en espera de la traducció de l'exegesi de la Bíblia i l'afegit d'una descripció més senzilla, més comprensible del sistema de Copèrnic, així com noves idees del mateix Kepler. El Mysterium cosmographicum es va publicar a final de 1596, i Kepler va rebre la seva còpia i va començar a enviar-la a astrònoms destacats i als seus patrons, a principis de 1597. No va ser una obra gaire llegida, però va establir la reputació de Kepler com un astrònom altament qualificat. La seva dedicació efusiva, l'interès en un tema de gran abast, així com els cercles de poder de Graz, van proporcionar un suport fonamental com a mecenes del projecte.
Encara que els detalls s'anirien modificant en funció de la seva obra posterior, Kepler mai no va renunciar a la cosmologia platònica del poliedre i l'esfera del Mysterium cosmographicum. Els seus principals treballs astronòmics posteriors van ser, en un cert sentit, només la seva evolució ulterior, ja fos per mirar de trobar les dimensions internes i externes més precises per a les esferes mitjançant el càlcul de les excentricitats de les òrbites planetàries dins d'ella. El 1621, Kepler va publicar una segona edició ampliada de Mysterium cosmographicum, en què es detallen a les notes les correccions i millores que havia aconseguit al llarg dels 25 anys que passaren des de la seva primera publicació.
Kepler va morir el 15 de novembre de 1630.

## Els dos matrimonis

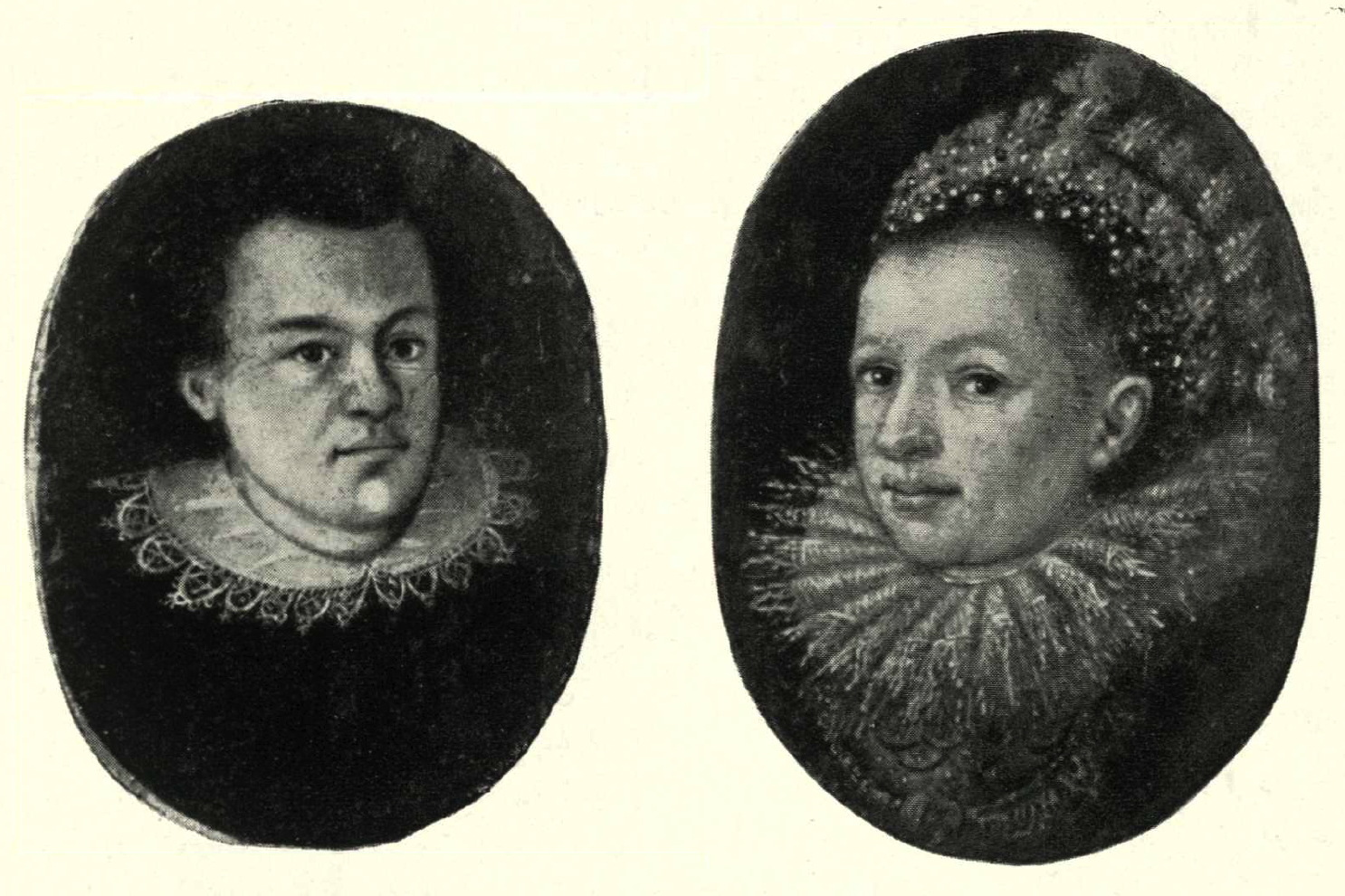
Retrats de Kepler i la seva dona en uns fermalls ovals

El desembre de 1595 Kepler va conèixer Barbara Müller, de 23 anys, vídua dues vegades i que tenia una filla petita; va començar a festejar-la. Müller, hereva dels béns del seu difunt marit, també era filla del propietari d'una fàbrica que tenia un bon rendiment econòmic. El seu pare, Jobst, es va oposar inicialment al matrimoni, tot i valorar el llinatge noble de Johannes Kepler, nivell social que havia heretat del seu avi; però l'estat de pobresa de Johannes feia d'ell un partit inacceptable. Jobst va cedir tan sols després que Kepler completés els passos per publicar el Mysterium; tot i així, el compromís gairebé es va trencar quan estava atenent els detalls finals de la publicació. Per sort, funcionaris de l'Església que havien ajudat Kepler a arreglar el matrimoni van pressionar Barbara perquè complís el seu acord. Es van casar el 27 d'abril de 1597.
En els primers anys del seu matrimoni, els Kepler va tenir dos fills (Heinrich i Susanna), però els dos van morir durant la infància. El 1602, van tenir una filla (Susanna), i el 1604, un fill (Friedrich), i el 1607, un altre fill (Ludwig).
Després de la mort de la seva primera dona, Barbara, Kepler va examinar fins a onze possibles partits diferents. Finalment va optar per Susanna Reuttinger, una dona de 24 anys, el cinquè dels "partits" analitzats, de qui va deixar escrit: "em va conquerir amb l'amor, la lleialtat humil, l'economia de la llar, la diligència i l'amor que va donar als fillastres." El 30 d'octubre de 1613, Kepler es va casar amb Susanna. Els tres primers fills d'aquest matrimoni (Margareta Regina, Katharina, i Sebald) van morir en la infància. Tres van sobreviure fins a l'edat adulta: Cordula (n. 1621); Fridman (n. 1623), i Hildebert (n. 1625). Segons els biògrafs de Kepler, es tractava d'un matrimoni en què Johannes va ser molt més feliç que amb Barbara.

## Altres investigacions
Després de la publicació del Mysterium i amb la benedicció dels inspectors de l'escola de Graz, Kepler va iniciar un ambiciós programa per ampliar i elaborar el seu treball. Va planejar quatre llibres addicionals:
- un sobre els aspectes de l'Univers estacionari (el Sol i les estrelles fixes);
- un dels planetes i els seus moviments;
- un sobre la naturalesa física dels planetes i la formació de les característiques geogràfiques (centrat sobretot en la Terra);
- un sobre els efectes del cel a la Terra, per tal d'incloure l'òptica atmosfèrica, la meteorologia i l'astrologia.

També va demanar les opinions de molts dels astrònoms als quals havia enviat el Mysterium, entre ells Reimarus Ursus (Nicolaus Reimers Bär), el matemàtic imperial de Rodolf II, i un rival de Tycho Brahe. Ursus no va respondre directament, però la carta afalagadora de Kepler l'animà a continuar la disputa sobre el que s'anomenava el "sistema tychònic". Malgrat aquest punt negre, Tycho també va començar a correspondre cartes amb Kepler, a partir d'una crítica dura però legítima del sistema de Kepler; entre una multitud d'objeccions, Tycho mostrava el desacord amb l'ús de dades numèriques inexactes agafades de Copèrnic. En les seves cartes, Tycho i Kepler va discutir una àmplia gamma de problemes astronòmics, des dels fenòmens lunars fins a la teoria de Copèrnic i, en particular, la seva viabilitat teològica. Però sense les dades més exactes de les observacions de Tycho, Kepler no tenia manera d'abordar moltes d'aquestes qüestions.
En el seu lloc, va dirigir l'atenció a la cronologia i a l'"harmonia", les relacions numerològiques entre la música, les matemàtiques i el món físic, i les seves conseqüències astrològiques. Assumint que la Terra posseïa una ànima (una propietat que més tard invocà per explicar com el sol dirigeix el moviment dels planetes, va establir un sistema especulatiu que connectava aspectes astrològics i les distàncies astronòmiques amb el clima i altres fenòmens terrestres. El 1599, però, va tornar a sentir les limitacions del seu treball per la inexactitud de les dades disponibles; també estava present la creixent tensió religiosa que amenaçava la seva continuïtat en el càrrec a Graz. El desembre d'aquell any, Tycho va convidar Kepler perquè visités Praga. L'1 gener de 1600 (abans fins i tot de rebre la invitació), Kepler va partir amb l'esperança que el patrocini de Tycho podia resoldre els seus problemes filosòfics, així com la seva situació social i financera.

## Successor de Tycho Brahe
El 1600 el cridà l'astrònom imperial Tycho Brahe, que aleshores havia muntat el millor centre d'observació astronòmica de la seva època. El 1602, a la mort de Tycho, va ser nomenat astrònom imperial i podia tenir accés a totes les dades recopilades per Tycho, dades molt més precises que les utilitzades per Copèrnic. A la vista de la informació, especialment la que feia referència al moviment retrògrad de Mart, s'adonà que el moviment dels planetes no podia ser explicat pel seu model dels poliedres perfectes i per l'harmonia de les esferes. Incapaç d'acceptar que Déu no hi haguera disposat que els planetes descrigueren figures geomètriques simples, es va dedicar amb tenacitat il·limitada a provar amb tota mena de combinacions amb cercles. Quan es va convèncer de la impossibilitat d'aconseguir-ho amb cercles, va usar ovals. En fracassar també amb ells, «només em va quedar una carreta de fem», va emprar el·lipses. Amb elles va desentranyar les seves importants tres lleis, publicades el 1609 en la seva obra Astronomia nova, que descriuen el moviment dels planetes, lleis que van sorprendre el món, el van revelar com el millor astrònom de la seua època, encara que ell no va deixar de viure-les com un cert fracàs de la seva primigènia intuïció de simplicitat ("com el·lipses?, havent-hi cercles..."). Tanmateix, tres segles després, la seva intuïció s'ha vist confirmada més enllà de tot l'imaginable, quan Einstein va mostrar en la seua teoria de la relativitat general que en la geometria tetradimensional de l'espaitemps els cossos celestes segueixen línies rectes. I és que encara hi havia una figura més simple que el cercle: la recta.

## Tabulae rudolphinei els darrers anys

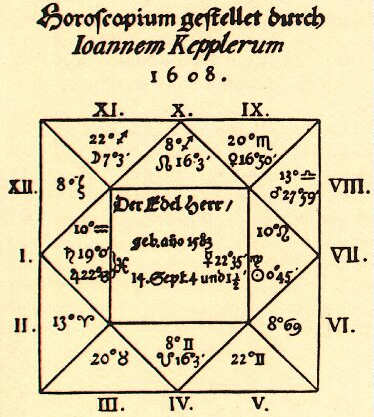
Horòscop realitzar per Kepler per al general Albrecht von Wallenstein

El 1623, Kepler, per fi acaba el Tabulae rudolphine (taules rudolfines), que en el seu moment va ser considerada la seva obra més important. No obstant això, a causa dels requisits de publicació de l'emperador i les negociacions amb els hereus de Tycho Brahe, l'obra no es va imprimir fins al 1627. Mentrestant, la tensió religiosa, la gènesi de la contínua Guerra dels Trenta anys, un cop més, va posar Kepler i la seva família en perill. El 1625, agents de la Contrareforma catòlica posaren la major part de la col·lecció de Kepler en un sobre segellat, i el 1626 la ciutat de Linz va ser assetjada. Kepler es va traslladar a Ulm, on es va encarregar de la impressió de les taules rudolfines a les seves expenses.
El 1628, després dels èxits militars dels exèrcits de l'emperador Ferran II, sota el comandament del general Albrecht von Wallenstein, Kepler es va convertir en assessor oficial de Wallenstein. Encara que, pròpiament, no era l'astròleg de la cort, Kepler van presentar els càlculs astronòmics per als astròlegs de Wallenstein i, de tant en tant, ell mateix elaborava els horòscops. En els seus últims anys, Kepler va dedicar una gran part del seu temps viatjant de la cort de Praga a Linz i Ulm, amb una residència temporal a Sagan (avui Żagań) i, finalment, a Ratisbona (Regensburg). Poc després d'arribar a Ratisbona, Kepler va caure malalt. Va morir el 15 de novembre de 1630, i va ser enterrat allà. La seva tomba es va perdre després que l'exèrcit de Gustau II Adolf de Suècia destruís l'església poc de temps després en un dels episodis de la Guerra dels Trenta Anys. Només se n'ha conservat l'epitafi, escrit pel mateix Kepler:
Mensus eram coelos, nunc terrae metior umbras
Mens coelestis erat, corporis umbra iacet. 

## Les tres lleis de Kepler

Segona llei de Kepler

Durant la seva estada amb Tycho li va ser impossible accedir a les dades dels moviments aparents dels planetes, ja que Tycho es negava a donar aqueixa informació. Ja en el llit de mort de Tycho i després per la seua família, Kepler va accedir a les dades de les òrbites dels planetes que durant anys s'havien anat recol·lectant. Gràcies a aquestes dades, les més precises i abundants de l'època, Kepler va poder anar deduint les òrbites reals planetàries. Afortunadament Tycho es va centrar en Mart, amb una excentricitat molt acusada, d'una altra manera li haguera sigut impossible a Kepler adonar-se que les òrbites dels planetes eren el·líptiques. Inicialment Kepler va intentar el cercle, per ser la més perfecta de les trajectòries, però les dades observades impedien un correcte ajust, la qual cosa va entristir Kepler, ja que no podia saltar-se un pertinaç error de vuit minuts d'arc. Kepler va comprendre que havia d'abandonar el cercle, la qual cosa implicava abandonar la idea d'un "món perfecte". De profundes creences religioses, li va costar arribar a la conclusió que la Terra era un planeta imperfecte, assolat per les guerres, en aqueixa mateixa missiva inclou la cita clau: "Si els planetes són llocs imperfectes, per què no han ser-ho les seues òrbites?". Finalment va utilitzar la fórmula de l'el·lipse, una rara figura descrita per Apol·loni de Perge en una de les obres salvades de la destrucció de la biblioteca d'Alexandria. Va descobrir que encaixava perfectament en els mesuraments de Tycho.
Havia descobert la primera llei de Kepler o la llei de les el·lipses:
- Els planetes tenen òrbites el·líptiques i el Sol n'és un dels focus.

Després d'aquest important salt, en què per primera vegada els fets s'anteposaven als desitjos i els prejudicis sobre la naturalesa del món, Kepler es dedicà simplement a observar les dades i treure'n conclusions sense cap idea preconcebuda. Va comprovar la velocitat dels planetes per les seves òrbites i així descobrí la segona llei de Kepler o la llei de la igualtat de les àrees:
- Els planetes no es mouen uniformement, sinó que el radi vector que uneix el centre del planeta amb el Sol escombra àrees iguals en temps iguals. Així, doncs, els planetes viatgen a menys velocitat quan són més lluny del Sol.

Durant molt de temps Kepler només va poder confirmar aquestes dues lleis en la resta de planetes. Així i tot va ser un èxit espectacular, però faltava relacionar les trajectòries dels planetes entre si. Després de diversos anys, va descobrir la importantíssima tercera llei de Kepler sobre el moviment planetari:
- El quadrat dels períodes dels planetes és proporcional al cub de la distància mitjana al Sol.

Aquesta llei, anomenada també llei harmònica, junt amb les altres lleis ja permetia unificar, predir i comprendre tots els moviments dels astres. Marcant un fita en la història de la ciència, Kepler va ser l'últim astròleg i es va convertir en el primer astrònom rebutjant la fe i les creences i explicant els fenòmens per la mera observació (tot i que hagué de treballar com a astròleg en diverses ocasions per problemes econòmics).

## SN 1604: l'estrella de Kepler

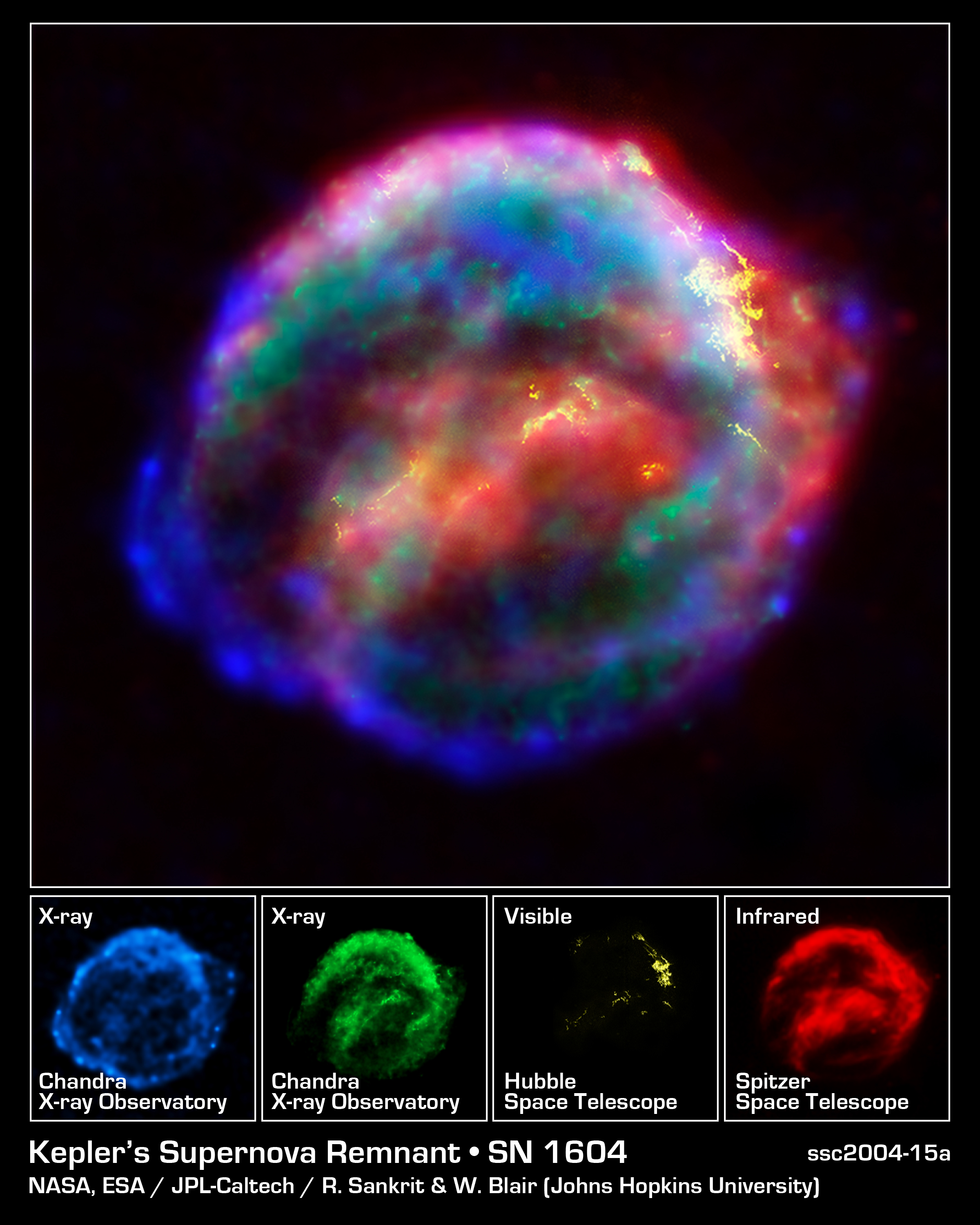
Restes de l'estrella de Kepler, la supernova SN 1604. Aquesta imatge ha sigut composta a partir d'imatges del telescopi espacial Spitzer, el telescopi espacial Hubble i l'observatori de raigs X Chandra

El 17 d'octubre de 1604 Kepler va observar una supernova en la nostra pròpia galàxia, la Via Làctia, a la qual més tard se li diria l'estrella de Kepler. L'estrella havia sigut observada per altres astrònoms europeus el dia 9, com per exemple Brunowski a Praga (que va escriure a Kepler), Altobelli a Verona, Clavius a Roma i Capra i Marius a Pàdua. Kepler, inspirat pel treball de Tycho Brahe, va dur a terme un estudi detallat de la seua aparició. La seua obra De stella nova in pede Serpentarii ('La nova estrella al peu d'Ophiuchus') proporcionava proves que l'univers no era estàtic i sí sotmès a importants canvis. L'estrella va poder ser observada a ull nu durant 18 mesos després de la seua aparició.
La supernova es troba a tan sols 13.000 anys llum de nosaltres. Cap supernova posterior no ha sigut observada en temps històrics dins de la nostra pròpia galàxia. Donada l'evolució de la brillantor de l'estrella, avui en dia se sospita que es tracta d'una supernova de tipus I.

## Obres escrites per Kepler

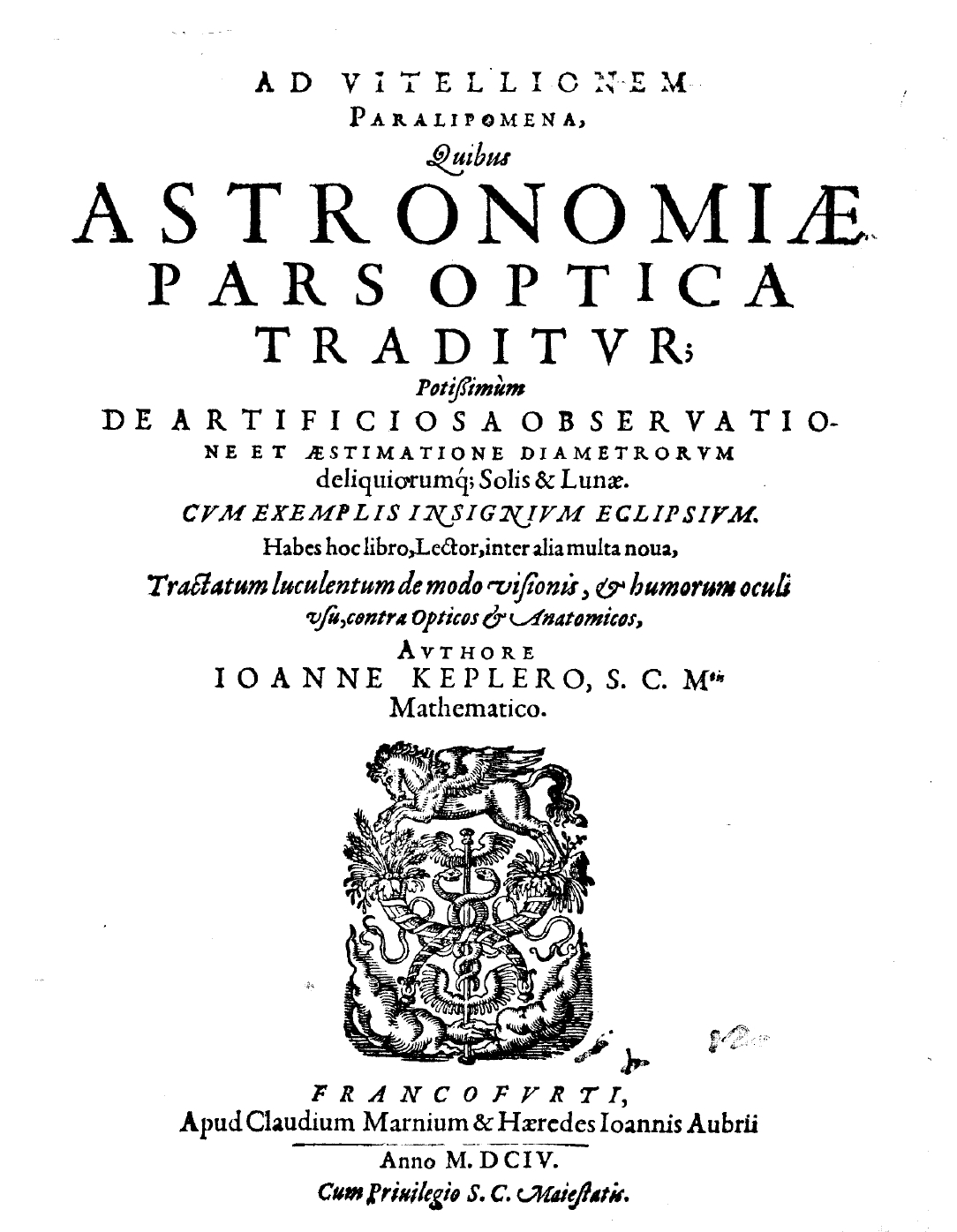
Astronomiae pars optica

- Mysterium cosmographicum (El misteri còsmic) (1596).[26]
- De Fundamentis Astrologiae Certioribus (Quant als fonaments veritables de l'astrologia) (1601)
- Astronomiae Pars Optica (La part òptica de l'astronomia) (1604).[27]
- De Stella nova in pede Serpentarii (La nova estrella al peu del Serpentari) (1604)
- Astronomia nova (Nova astronomia) (1609).[28]
- Dioptrice (Diòptrica) (1611)
- Nova stereometria doliorum vinariorum, inprimis Austriaci; et usus in eo virgae cubicae. Accessit stereometriae Archimedeae supplementum (1615)[29]
- Epitome astronomiae Copernicanae (publicat en tres parts 1618-1621)
- Harmonices mundi (L'harmonia dels mons) (1619)
- Tabulae Rudolphinae (1627)
- Somnium seu Astronomia Lunari (Somni de la Lluna) (1634) - considerat com el primer precursor de la ciència-ficció.[30]

## Kepler en l'art

### Música

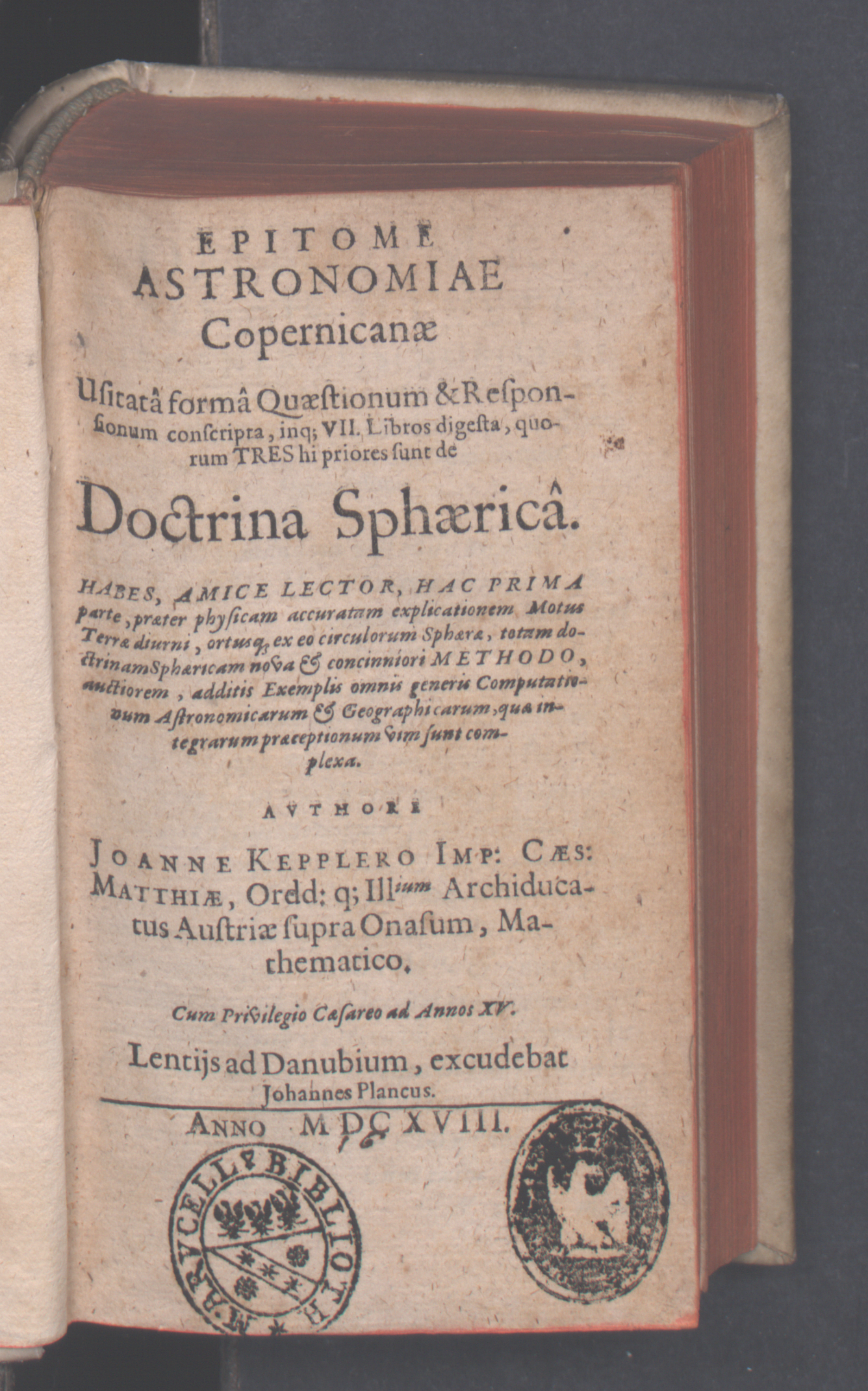
Epitome astronomiae copernicanae, 1618

- Kepler és el personatge principal de l'òpera de Paul Hindemith Die Harmonie der Welt (L'harmonia del món) (1956-1957).
- Albert Guinovart va estrenar el seu quartet de corda Kepler a Barcelona, el 2007.

### Narrativa
- Kepler: a novel, novel·la de John Banville (1981).

### Teatre
- A short history of night, obra de teatre de John Mighton (1992).
- Johannes Keppler, schauspiel in drei akten de Hans Rehberg (1933).
- Somnium: Keplers Traum vom Mond per John More (1970).

### Cinema
- Johannes Kepler (1974), pel·lícula alemanya dirigida per Frank Vogel.
- První sekunda (1989), pel·lícula per a la televisió txeca de Michael Havas, sobre la relació entre Kepler i Rodolf II.
- Unseen forces (2004), migmetratge (40 min.) dirigit per Ryan Junell.